# Schinznach-Dorf
Schinznach-Dorf är en ort i kommunen Schinznach i kantonen Aargau, Schweiz. Orten var före den 1 januari 2014 en egen kommun, men slogs då samman med kommunen Oberflachs till den nya kommunen Schinznach.